# 井下理
井下 理（いのした おさむ、1949年1月6日 - 2016年1月4日）は、日本の心理学者。慶應義塾大学名誉教授。専門は社会心理学。

## 略歴
東京都出身。
1971年慶應義塾大学文学部卒業。1975年シカゴ大学社会学研究科修士課程修了。1976年立教大学大学院社会学研究科修士課程修了。1979年慶應義塾大学大学院社会学研究科博士課程単位取得退学。
1983年国際商科大学（現：東京国際大学）助教授。1990年慶應義塾大学総合政策学部助教授、1995年教授、2014年名誉教授。
2016年神奈川県相模原市内の病院で死去。享年66歳。墓所は多磨霊園。

## 著書

### 共著
- 『現代日本のコミュニケーション環境』（関口一郎, 田中茂範, 平高史也, 鈴木佑治, 井上輝夫共著, 大修館書店, 1999年）

### 翻訳
- 『不安の心理学』（長谷川浩共訳, 建帛社, 1979年）
- 『合弁事業do & don't』（羽太邦子共訳, 有斐閣, 1987年）
- 『グループ・インタビューの技法』（監訳・田部井潤, 柴原宜幸訳, 慶應義塾大学出版会, 1999年）